# Owyhee-Wüste

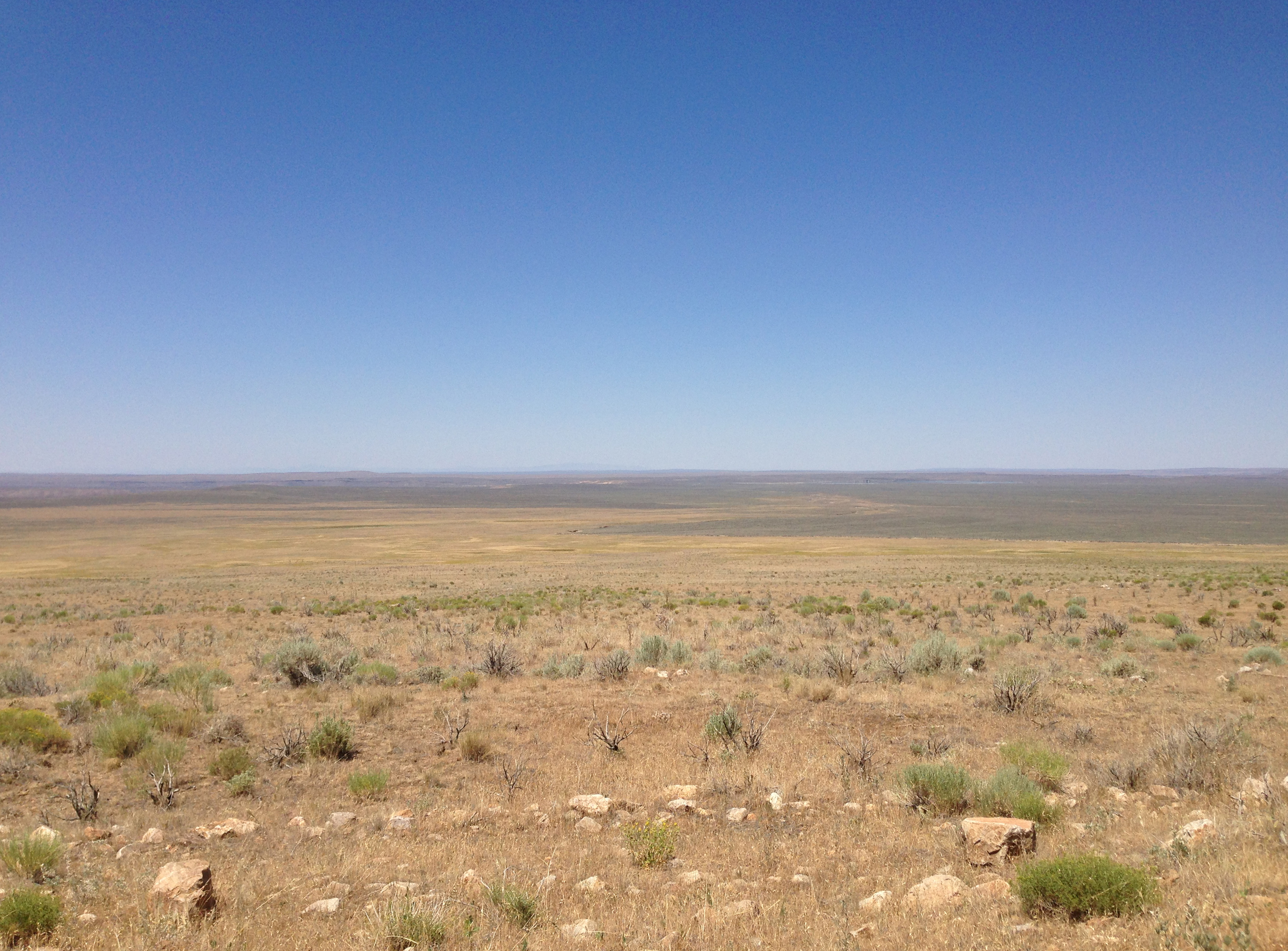
Owyhee-Wüste

Owyhee [ɒˈwaɪˌhiː / ɒˈwaɪˌiː] ist eine trockene Wüste mit einer Fläche von 36.000 km² in Nordnevada, dem südwestlichen Idaho und im südöstlichen Oregon. Sie befindet sich am südlichen Ende des Columbia Plateau – südwestlich Idahos Hauptstadt Boise – und erstreckt sich östlich der Santa Rosa Range und westlich der Independence Mountains (die im Matterhorn 3304 Meter Höhe erreichen). Im Süden grenzt die Wüste an das Große Becken. Die Gegend befindet sich in einer durchschnittlichen Höhe von 1600 m über NN. Die Wüste wird durch den Owyhee River, einem Zufluss des Snake River, entwässert. Der größte Teil des Gebietes ist Eigentum der Bundesregierung und wird durch das Bureau of Land Management verwaltet.

## Flora und Fauna
Die weitgehend unberührte Landschaft, die von Canyons durchschnitten ist, ist von weiten Trockengras-Landschaften geprägt, die als Ranchland genutzt werden. Wichtigste Vertreter der Fauna sind Kojoten und Hasen, Grauhörnchen und kleinere Nagetiere sowie Eidechsen und Klapperschlangen.

## Bewohner
Beidseitig der Grenze von Nevada und Idaho befindet sich am Owyhee River das Duck-Valley-Indianerreservat (ca. 1200 km²), wo Schoschonen siedeln und sich Owyhee, Nevada (1150 Einwohner), die größte Ortschaft in der Owyhee Desert, befindet. Durch das Gebiet führt nur eine rund 300 km lange, befestigte Straße, die Boise mit Elk am Humboldt River verbindet und die durch den Ort Owyhee verläuft. Politisch gehört die Wüste in Nevada zu Elko County, in Idaho zu Owyhee County und in Oregon zu Malheur County.
Der Name der Wüste ist eine ältere Form des Namens der Insel Hawaiʻi, da die ersten Trapper, die die Gegend 1819 erkundeten, Hawaiier waren. Rund vier Fünftel der Bevölkerung sind Weiße, ein Fünftel Hispanics, die indianische Bevölkerung stellt heute nur noch eine winzige Minderheit dar.